# Пйотр М. Маєвський
Пйотр Мачей Маєвський (пол. Piotr Maciej Majewski; нар. 16 березня 1972 року у Варшаві) – польський історик новітньої історії, який займається, серед іншого, історією Чеської Республіки та Чехословаччини, а також чесько-німецькими відносинами у XIX та XX століттях. Доктор гуманітарних наук, професор Варшавського університету. У 2009–2017 роках був заступником директора Музею Другої світової війни в Гданську, а у 2008–2011 роках — радником прем'єр-міністра Дональда Туска.

## Життєпис
1996 року закінчив історичний факультет Варшавського університету. 2000 року захистив докторську дисертацію на тему «Едвард Бенеш і проблема німецької меншини в Чехословаччині» (науковий керівник: Томаш Вітух). Там само здобув габілітацію 2008 року. Є співробітником Інституту історії Варшавського університету. У 1998–2008 роках був членом редакційної колегії щомісячника «Mówią wieki». У 2000 та 2001 роках був історичним консультантом на зніманні серіалу Анджея Тшоша-Раставецького «Маршал Пілсудський». У 2006 і 2007 роках був стипендіатом Університету Людвіга-Максиміліана в Мюнхені . 1 вересня 2008 року, бувши радником прем'єр-міністра Дональда Туска в Канцелярії прем'єр-міністра, приєднався до команди Уповноваженого прем'єр-міністра з питань Музей Другої світової війни в Гданську, який очолює Павел Махцевич. Є співавтором програмної концепції цього музею.
З 1 вересня 2008 року по 18 листопада 2011 року обіймав посаду радника в політичному кабінеті Прем'єр-міністра. З 1 червня 2009 року по 6 квітня 2017 року обіймав посаду заступника директора Музею Другої світової війни.
У 2020 році його було призначено професором Варшавського університету. Того ж року його також номінували на літературну премію Nike за працю «Коли спалахне війна? 1938. Аналіз кризи» (фінал нагороди).
2022 року Пйотр М. Маєвський був історичним консультантом у виробництві фільму «Філіп» режисера Міхала Квєцінського.
6 червня 2024 року став співголовою правління Фонду польсько-німецької співпраці. 2 липня того ж року його було призначено членом ради Музею Другої світової війни в Гданську.
Його наукові інтереси переважно охоплюють історію Чехословаччини, чеських земель та чесько-німецькі відносини у 20 столітті. Він також займався питаннями вимушених міграцій людей у 20 столітті, зовнішньої політики Польської Народної Республіки та сучасної політики пам'яті.

## Публікації
Він є автором, серед іншого:
- Edvard Beneš i kwestia niemiecka w Czechach. Warszawa: "DiG". 2001. ISBN 9788371812101.
- Nierozegrana kampania : możliwości obronne Czechosłowacji jesienią 1938 roku. Warszawa: "Trio". 2004. ISBN 9788389607065.
- Polskie Dokumenty Dyplomatyczne, 1973. Warszawa: Polski Instytut Spraw Międzynarodowych. 2006. ISBN 9788389607065.
- „Niemcy Sudeccy” 1848–1948. Historia pewnego nacjonalizmu. Warszawa: Wydawnictwo Uniwersytetu Warszawskiego. 2007. ISBN 9788323503026.
- Polskie Dokumenty Dyplomatyczne, 1977. Warszawa: Polski Instytut Spraw Międzynarodowych. 2009. ISBN 9788389607737.
- Kiedy wybuchnie wojna? 1938. Studium kryzysu. Warszawa: Wydawnictwo Krytyki Politycznej. 2019. ISBN 9788366232419.
- Niech sobie nie myślą, że jesteśmy kolaborantami. Protektorat Czech i Moraw, 1939-1945. Warszawa: Wydawnictwo Krytyki Politycznej. 2021. ISBN 9788366586963.
- Brzydkie słowo na „k”. Rzecz o kolaboracji. Warszawa: Wydawnictwo Krytyki Politycznej. 2024. ISBN 9788367805476.

## Переклади українською
2024 року у видавництві «Локальна історія» вийшов український переклад книжки «Коли спалахне війна? 1938. Аналіз кризи». Перекладач — Андрій Павлишин.